# William Lockhart (General)

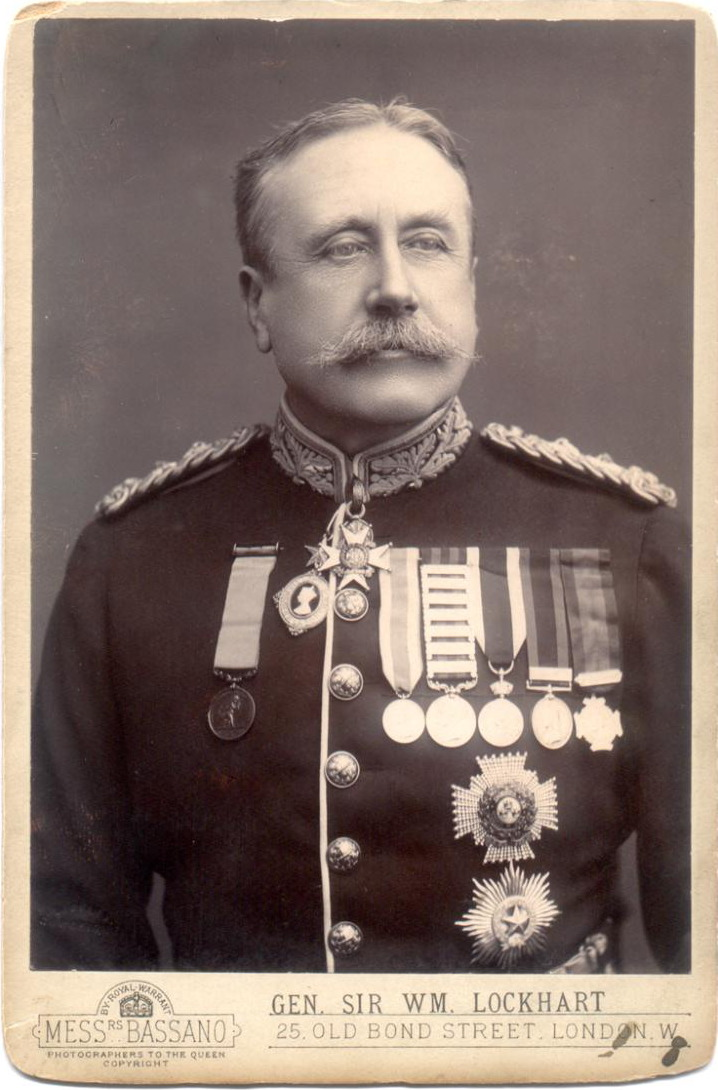
Sir William Lockhart, um 1898

Sir William Stephen Alexander Lockhart GCB, KCSI (* 2. September 1841 in Lanarkshire, Schottland; † 18. März 1900 in Kalkutta, Britisch-Indien) war ein britischer General und von 1898 bis zu seinem Tod Oberbefehlshaber in Indien.

## Leben
Lockhart war der vierte Sohn des anglikanischen Geistlichen Rev. Laurence Lockhart of Wicketshaw, aus dessen erster Ehe mit Louisa Blair. Sein Onkel war der Schriftsteller und Biograph Walter Scotts, John Gibson Lockhart. Lockhart besuchte die Universität Glasgow und trat 1858 als Ensign der Bengal Native Infantry in die Britisch-Indische Armee ein. Im Großen Indischen Aufstand von 1857/58 diente er in Oudh. Von 1864 bis 1866 diente er in Bhutan und 1867/68 in der Äthiopienexpedition, wo er mentioned in dispatches wurde. Es schloss sich 1868/69 ein Einsatz in der Hazara-Expedition an der Nordwestgrenze Britisch-Indiens an, wo Lockhart erneut mentioned in dispatches wurde.
Die folgenden zehn Jahre bis 1879 verbrachte Lockhart auf Quartiermeisterposten in Bengalen, unterbrochen von einer Tätigkeit als Attaché beim niederländischen Kolonialheer KNIL in Aceh 1877. Lockhart wurde auch im Zweiten Anglo-Afghanischen Krieg eingesetzt, wofür er als Companion in den Order of the Bath aufgenommen wurde. Von 1880 bis 1885 war er stellvertretender Quartiermeister der Intelligence Branch im Hauptquartier der Britisch-Indischen Armee. Von 1885 bis 1886 leitete er eine Mission in den Hindukusch.
Beim Einsatz gegen die Widerstandsbewegung im 1885 annektierten Burma befehligte Lockhart von 1886 bis 1887 eine Brigade und wurde hierfür als Knight Commander des Order of the Bath geadelt, als Companion in den Order of the Star of India aufgenommen, sowie erhielt eine Dankesbezeugung der britisch-indischen Regierung. Er verbrachte Ende der 1880er Jahre krankheitsbedingt eine Zeit in England, wo er als Assistant Military Secretary for Indian Affairs fungierte. 1890 kehrte er nach Indien zurück, wo er den Befehl über die Punjab Frontier Force erhielt. Mit dieser war er für die nächsten fünf Jahre an mehreren der Militärkampagnen im Nordwesten Britisch-Indiens beteiligt. Nach den Erfolgen der von ihm befehligten Waziristan Field Force 1894/95 wurde Lockhart 1895 zum Knight Commander des Order of the Star of India erhoben. 1896 erhielt er den substanziellen Rang eines Generals und führte die Kampagnen gegen die Afridi und Orakzai der Jahre 1897 und 1898 mit großem Geschick zum Erfolg. Hierfür wurde er zum Knight Grand Cross des Order of the Bath erhoben und folgte Ende 1898 Sir Charles Edward Nairne als Oberbefehlshaber in Indien nach. Nach nur etwas mehr als einem Jahr auf diesem Posten erlag er im März 1900 58-jährig den Folgen einer Malaria-Erkrankung.
1864 hatte er in erster Ehe Caroline Amelia und nach deren Tod in zweiter Ehe 1888 Mary Katherine Eccles geheiratet.